# Bright Size Life
Bright Size Life är Pat Methenys debutalbum, utgivet 1976. Den är mest anmärkningsvärd för Methenys ackompanjemang från basisten Jaco Pastorius med trummisen Bob Moses.

## Låtlista
Alla låtar är skrivna av Pat Metheny om inget annat anges.
1. "Bright Size Life" – 4:43
2. "Sirabhorn" – 5:25
3. "Unity Village" – 3:38
4. "Missouri Uncompromised" – 4:13
5. "Midwestern Nights Dream" – 5:58
6. "Unquity Road" – 3:33
7. "Omaha Celebration" – 4:16
8. "Round Trip/Broadway Blues" (Ornette Coleman) – 4:58

## Medverkande
- Pat Metheny — 6-strängad gitarr, 12-strängad elgitarr
- Jaco Pastorius — bas
- Bob Moses — trummor